# Kanton Charente-Nord
Charente-Nord is een kanton van het Franse departement Charente. Het kanton maakt deel uit van het arrondissement Confolens.

In 2019 telde het 18.225 inwoners.

Het kanton werd gevormd ingevolge het decreet van 20 februari 2014 met uitwerking op 22 maart 2015, met Ruffec als hoofdplaats.

## Gemeenten
Het kanton omvatte bij zijn vorming 49 gemeenten.
Op 1 januari 2019 werden de gemeenten Tuzie en Villegats toegevoegd aan de gemeente Courcôme die daardoor het statuut van commune nouvelle kreeg.
Op 1 januari 2019 werd de gemeente Villejésus toegevoegd aan de gemeente Aigre die daardoor het statuut van commune nouvelle kreeg.
Sindsdien omvat het kanton volgende  gemeenten: 
- Les Adjots
- Aigre
- Barbezières
- Barro
- Bernac
- Bessé
- Bioussac
- Brettes
- Charmé
- La Chèvrerie
- Condac
- Courcôme
- Couture
- Ébréon
- Empuré
- La Faye
- La Forêt-de-Tessé
- Fouqueure
- Les Gours
- Ligné
- Londigny
- Longré
- Lupsault
- La Magdeleine
- Montjean
- Nanteuil-en-Vallée
- Oradour
- Paizay-Naudouin-Embourie
- Poursac
- Raix
- Ranville-Breuillaud
- Ruffec
- Saint-Fraigne
- Saint-Georges
- Saint-Gourson
- Saint-Martin-du-Clocher
- Saint-Sulpice-de-Ruffec
- Salles-de-Villefagnan
- Souvigné
- Taizé-Aizie
- Theil-Rabier
- Tusson
- Verdille
- Verteuil-sur-Charente
- Villefagnan
- Villiers-le-Roux